# Pressy (Pas-de-Calais)
Pour les articles homonymes, voir Pressy.
Pressy, parfois appelée Pressy-lès-Pernes, est une commune française située dans le département du Pas-de-Calais en région Hauts-de-France. Ses habitants sont appelés les Percialquois. La commune est membre de la communauté de communes du Ternois.

## Géographie

### Localisation
Localisée dans le centre du département du Pas-de-Calais, Pressy est une commune rurale située, à vol d'oiseau, à 6 km au sud-ouest de la commune d’Auchel (aire d'attraction), à 11 km au nord-est de la commune de Saint-Pol-sur-Ternoise et à 34 km au nord-ouest de la commune d’Arras (chef-lieu d'arrondissement).
Le territoire de la commune est limitrophe de ceux de six communes.
Les communes limitrophes sont Pernes, Bours, Marest, Sachin, Sains-lès-Pernes et Tangry.

### Géologie et relief
La superficie de la commune est de 4,33 km2 ; son altitude varie de 75  à   158 m.

### Hydrographie
Le territoire de la commune est situé dans le bassin Artois-Picardie.
La commune est traversée par la Ferté, cours d'eau naturel non navigable de 5 km, qui prend sa source dans la commune de Valhuon et se jette dans la Clarence au niveau de la commune de Pernes. Un affluent de La Ferté, qui prend sa source dans la commune de Bours, le Marest, traverse également la commune de Pressy.

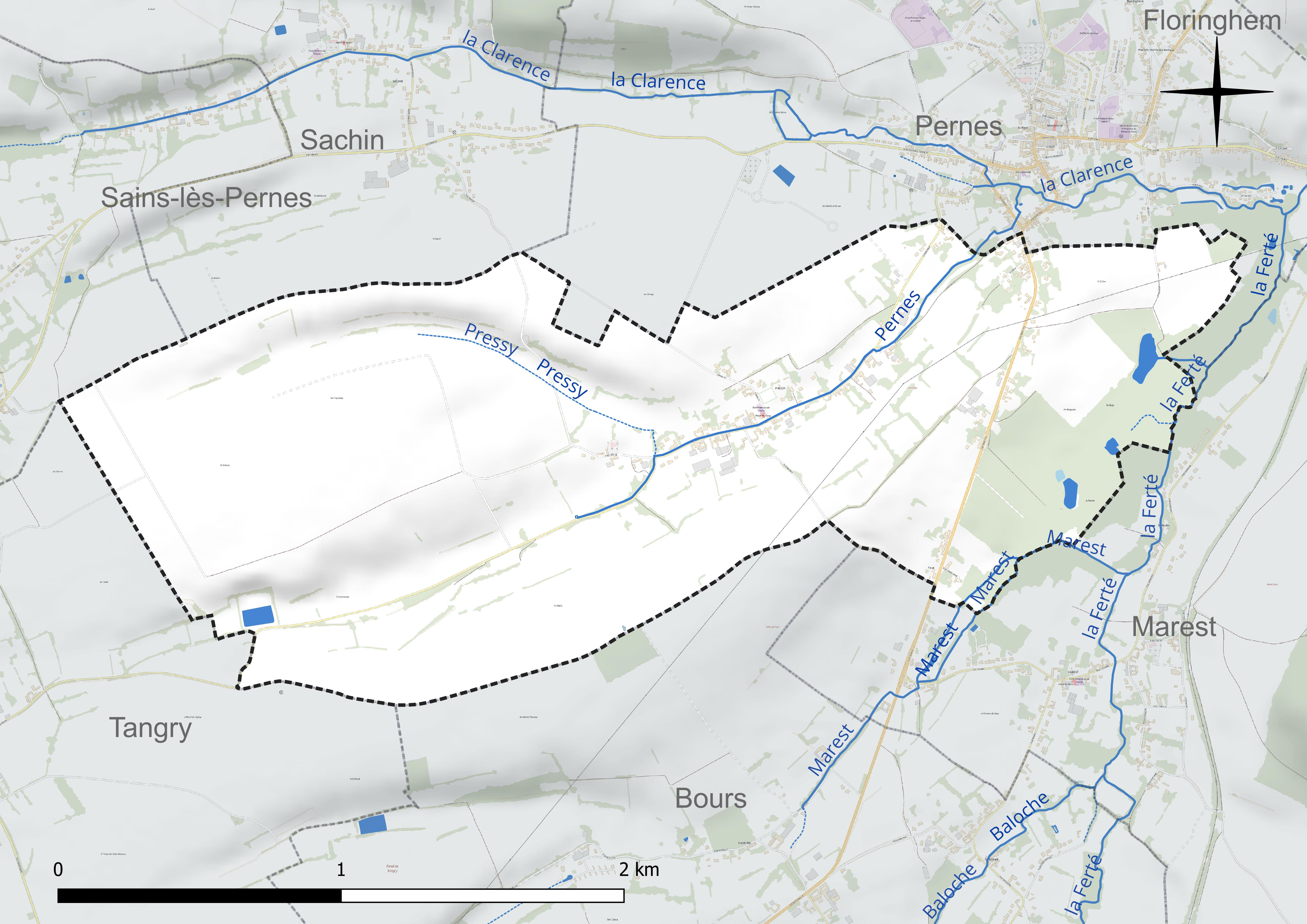
Réseau hydrographique de Pressy.

### Climat
Pour des articles plus généraux, voir Climat des Hauts-de-France et Climat du Nord-Pas-de-Calais.
En 2010, le climat de la commune est de type climat des marges montargnardes, selon une étude du Centre national de la recherche scientifique (CNRS) s'appuyant sur une série de données couvrant la période 1971-2000. En 2020, Météo-France publie une typologie des climats de la France métropolitaine dans laquelle la commune est exposée à un climat océanique et est dans la région climatique Côtes de la Manche orientale, caractérisée par un faible ensoleillement (1 550 h/an) ; forte humidité de l’air (plus de 20 h/jour avec humidité relative > 80 % en hiver), vents forts fréquents.
Pour la période 1971-2000, la température annuelle moyenne est de 10,1 °C, avec une amplitude thermique annuelle de 13,9 °C. Le cumul annuel moyen de précipitations est de 883 mm, avec 13,4 jours de précipitations en janvier et 9 jours en juillet. Pour la période 1991-2020, la température moyenne annuelle observée sur la station météorologique la plus proche, située sur la commune de Fiefs à 6 km à vol d'oiseau, est de 10,4 °C et le cumul annuel moyen de précipitations est de 1 070,6 mm,. Pour l'avenir, les paramètres climatiques de la commune estimés pour 2050 selon différents scénarios d'émission de gaz à effet de serre sont consultables sur un site dédié publié par Météo-France en novembre 2022.

### Milieux naturels et biodiversité

#### Espace protégé et géré
La protection réglementaire est le mode d’intervention le plus fort pour préserver des espaces naturels remarquables et leur biodiversité associée.
Dans ce cadre, le territoire de la commune fait partie d'un espace protégé : le marais de Pernes d’une superficie de 4,919 ha. Terrain géré (location, convention de gestion) par le Conservatoire d'espaces naturels des Hauts-de-France.

#### Espèces faunistiques et floristiques
L’Inventaire national du patrimoine naturel (INPN) recense plusieurs espèces faunistiques et floristiques sur le territoire de la commune dont certaines sont protégées et d’autres menacées et quasi-menacées.

## Urbanisme

### Typologie
Au 1er janvier 2024, Pressy est catégorisée commune rurale à habitat dispersé, selon la nouvelle grille communale de densité à sept niveaux définie par l'Insee en 2022.
Elle appartient à l'unité urbaine de Pernes, une agglomération intra-départementale regroupant trois  communes, dont elle est une commune de la banlieue,,. Par ailleurs la commune fait partie de l'aire d'attraction d'Auchel - Lillers, dont elle est une commune de la couronne,. Cette aire, qui regroupe 29 communes, est catégorisée dans les aires de 50 000 à moins de 200 000 habitants,.

### Occupation des sols
L'occupation des sols de la commune, telle qu'elle ressort de la base de données européenne d’occupation biophysique des sols Corine Land Cover (CLC), est marquée par l'importance des territoires agricoles (89,3 % en 2018), une proportion identique à celle de 1990 (89,3 %). La répartition détaillée en 2018 est la suivante : 
terres arables (60,5 %), prairies (28,8 %), zones urbanisées (6,6 %), forêts (4,1 %). L'évolution de l’occupation des sols de la commune et de ses infrastructures peut être observée sur les différentes représentations cartographiques du territoire : la carte de Cassini (XVIIIe siècle), la carte d'état-major (1820-1866) et les cartes ou photos aériennes de l'IGN pour la période actuelle (1950 à aujourd'hui).

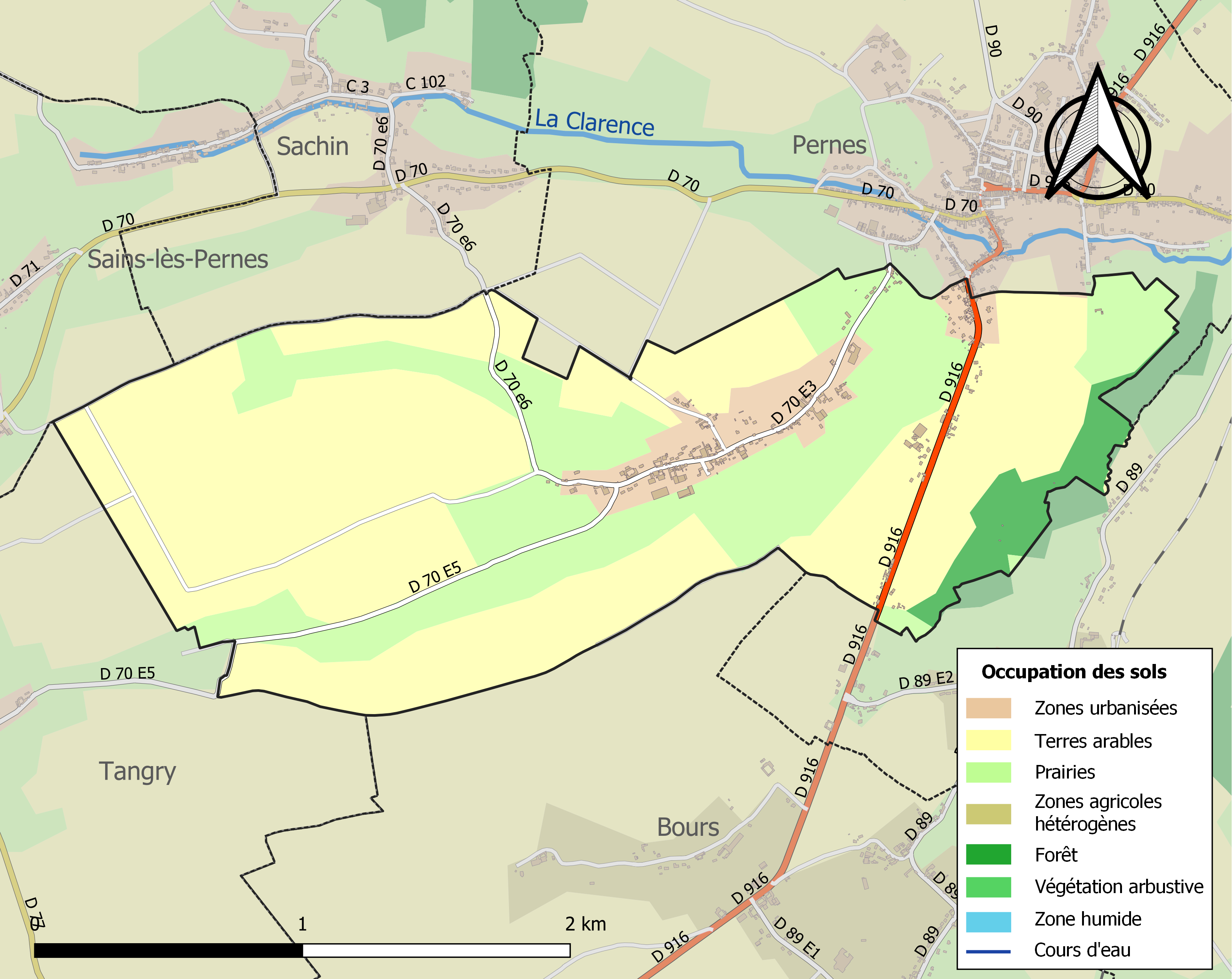
Carte des infrastructures et de l'occupation des sols de la commune en 2018 (CLC).

### Logement
En 2021, le nombre total de logements dans la commune était de 102, alors qu'il était de 104 en 2015 et de 98 en 2010.
Parmi ces logements, 80,2 % étaient des résidences principales, 11,6 % des résidences secondaires et 8,3 % des logements vacants. Ces logements étaient pour 97,4 % d'entre eux des maisons individuelles et pour 2,6 % des appartements.
Le tableau ci-dessous présente la typologie des logements à Pressy en 2021 en comparaison avec celle du Pas-de-Calais et de la France entière. Une caractéristique marquante du parc de logements est ainsi une proportion de résidences secondaires et logements occasionnels (11,6 %) supérieure à celle du département (6,5 %) et à celle de la France entière (9,7 %).
| Typologie                                               | Pressy | Pas-de-Calais | France entière |
| ------------------------------------------------------- | ------ | ------------- | -------------- |
| Résidences principales (en %)                           | 80,2   | 86,1          | 82,2           |
| Résidences secondaires et logements occasionnels (en %) | 11,6   | 6,5           | 9,7            |
| Logements vacants (en %)                                | 8,3    | 7,3           | 8,1            |

## Toponymie
Le nom de la localité est attesté sous les formes Percetum au XIe siècle ; Preci en 1145 ; Perchi au XIIIe siècle ; Préchi en 1400 ; Préchy en 1429 ; Précy-lez-Pernes en 1415 ; Persy vers 1152 ; Présy en 1542 ; Pressy-lès-Pernes en 1720 ; Pressy en 1793 et depuis 1801.
Selon Maurits Gysseling, le nom viendrait d'un anthroponyme gallo-romain, Priscius.

## Histoire
Pressy est avant la Révolution française, le siège d'une seigneurie, détenue au XVIe siècle par Adrien Le Josne puis au début du XVIIe siècle par Jean de Verloing (présentation plus bas)
Pressy est le nom d'une famille noble, probablement originaire du village dont plusieurs membres ont fait une belle carrière sous les ducs de Bourgogne puis rois d'Espagne, de qui relevait la région jusqu'au rattachement à la France. La famille sans doute détentrice de Pressy à ses débuts est retrouvée sur d'autres possessions au fil de son histoire.
Jean Ier de Pressy, chevalier, seigneur du Maisnil, a été chambellan de Philippe, duc de Bourgogne (soit Philippe II de Bourgogne dit Philippe le Hardi mort en 1404, soit Philippe le Bon mort en 1467). Il a eu une fille mariée au seigneur de Miraumont et un fils Philippe.
Philippe de Pressy, fils de Jean Ier, a été échanson du même duc de Bourgogne, a épousé l'héritière de Flencques. Il a eu trois enfants :
1. Georges de Pressy, chevalier seigneur du Maisnil.
2. Catherine de Pressy, s'est mariée au fils aîné de messire Engrand de Recourt, seigneur de Licques et de Recourt, châtelain de Lens.
3. Michel de Pressy, seigneur de Flencques, père de Jean II. Il a été député de la noblesse des États d'Artois et a participé à plusieurs expéditions militaires.

Jean II de Pressy, fils de Michel, chevalier, a participé à plusieurs actions militaires. Il est issu du côté maternel de la maison de Halloy dont il est l'héritier par la mort de Maximilien de Gosson, seigneur de Halloy, mort au siège de Bergues-Saint-Winoc, lieutenant de la compagnie d'hommes d'armes du duc d'Arschot. Il a épousé Catherine de Gosson. Ils ont eu deux enfants au moins :
1. Charles de Pressy, écuyer, seigneur de Flencques, Halloy, Esterpignie, Ligni, Ambrines, Hondescotte-es-Saint-Nazaire, est fait chevalier par lettres faites à Madrid le 29 décembre 1625. Il a servi dans la compagnie de 300 hauts bourguignons du seigneur de Werp, gouverneur des villes de Maestricht et de Wicq. Puis il a été alfère (porte-drapeau) au tercio (unité militaire) de feu le comte de Solre, avec lequel il a participé au siège de Cambrai, au siège d'Ardres, au siège de Calais, à l'attaque des château et ville de Doullens. En ce lieu, entrant le premier, il a conservé au péril de sa vie le dépôt des munitions. Il a continué de servir en la compagnie du comte de Solre avec 5 ou 6 chevaux à ses frais.
2. Eustache de Pressy, frère puîné de Charles, a été tué au siège de Verseilles, après avoir servi au régiment du comte de Bossu, et avoir été honoré par l'archiduc Albert (Albert d'Autriche (1559-1621), oncle du roi actuel (Philippe IV (roi d'Espagne), du commandement d'une compagnie de deux cents musquettiers (porteurs de mousquets) sous le seigneur de Coing, mestre de camp[18].

Adrien Le Josne, seigneur de Pressy, est reconnu noble le 27 octobre 1589. Il est frère de Jean Le Josne, seigneur d'Estourelle, également reconnu noble le même jour. Les deux avaient le 16 septembre précédent, perdu leur procès contre les collecteurs et les habitants du village de Pressy. Ils ont pour armes « De gueules fretté d'argent semé de fleurs de fleurs de lys d'or ».
Jean de Verloing, licencié-es-lois, seigneur d'Esquires (Équirre) et de Pressy, originaire de Saint-Pol, demeurant à Arras, est reconnu noble le 25 mai 1604. Il a pour armes « De sinople à la bande d'argent ». Il est probablement le fils de Jean de Verloing, seigneur d'Équirre, mort le 21 juillet 1589 et dont une plaque commémorative, classée monument historique, située dans l'église d'Équirre conserve la mémoire.
D'après l'historien français Auguste de Loisne : « Pressy, en 1789, faisait partie de la sénéchaussée de Saint-Pol et suivait la coutume d'Artois. Son église, d’abord diocèse de Thérouanne, doyenné de Lillers, puis diocèse de Boulogne, doyenné d’Auchy-au-Bois, secours de Sachin, était consacrée à saint Martin. »

### Époque contemporaine
Pendant la Première Guerre mondiale, lors de l'été 1915, des troupes ont séjourné sur Pressy en cantonnement de repos après de durs combats sur le front de l'Artois.

## Politique et administration

### Découpage territorial
La commune se trouve dans l'arrondissement d'Arras du département du Pas-de-Calais.

#### Commune et intercommunalités
La commune faisait partie de la petite communauté de communes du Pernois créée fin 1993.
Dans le cadre de la réforme des collectivités territoriales françaises, par la loi de réforme des collectivités territoriales du 16 décembre 2010 (dite loi RCT)  destinée à permettre notamment l'intégration de la totalité des communes dans un EPCI à fiscalité propre, la suppression des enclaves et discontinuités territoriales et les modalités de rationalisation des périmètres des établissements publics de coopération intercommunale et des syndicats mixtes existants, cette intercommunalité fusionne avec sa voisine, la communauté de communes du pays d'Heuchin, formant le 1er janvier 2013 la communauté de communes des Vertes Collines du Saint-Polois.
Un nouveau mouvement de regroupement intercommunal intervient dans le cadre des dispositions de la loi portant nouvelle organisation territoriale de la République (Loi NOTRe) du 7 août 2015, qui prévoit que les établissements publics de coopération intercommunale (EPCI) à fiscalité propre doivent avoir un minimum de 15 000 habitants. À l'initiative des intercommunalités concernées, la Commission départementale de coopération intercommunale (CDCI) adopte le 26 février 2016 le principe de la fusion de :
- la communauté de communes de l'Auxillois, regroupant 16 communes dont une de la Somme et 5 217 habitants[27] ;
- la communauté de communes de la région de Frévent, regroupant 12 communes et 6 567 habitants ;
- de la communauté de communes des Vertes Collines du Saint-Polois, regroupant 58 communes et 19 585 habitants
- de la communauté de communes du Pernois, regroupant 18 communes et 7 114 habitants. Le schéma départemental de coopération intercommunale (SDCI), intégrant notamment cette évolution, est approuvé par un arrêté préfectoral du 30 mars 2016[28],[29].

La communauté de communes du Ternois, qui résulte de cette fusion et dont la commune fait désormais partie, est créée par un arrêté préfectoral qui a pris effet le 1er janvier 2017.

#### Circonscriptions administratives
La commune faisait partie depuis 1801 du canton d'Heuchin. Dans le cadre du redécoupage cantonal de 2014 en France, la commune est intégrée au canton de Saint-Pol-sur-Ternoise. Cette communauté de communes du Ternois regroupe 103 communes et totalise 37 469 habitants en 2021.

#### Circonscriptions électorales
Pour l'élection des députés, la commune fait partie de la sixième circonscription du Pas-de-Calais.

### Élections municipales et communautaires

#### Liste des maires
| Période                                  | Période                    | Identité       | Étiquette | Qualité                                                                            |
| ---------------------------------------- | -------------------------- | -------------- | --------- | ---------------------------------------------------------------------------------- |
| Les données manquantes sont à compléter. |                            |                |           |                                                                                    |
| mars 2001                                | 2008                       | Daniel Noyelle |           |                                                                                    |
| mars 2008                                | En cours (au 2 avril 2022) | Bernard Malle  |           | Ancien agriculteur Réélu pour le mandat 2014-2020, Réélu pour le mandat 2020-2026, |

## Équipements et services publics

### Enseignement
La commune est située dans l'académie de Lille et dépend, pour les vacances scolaires, de la zone B.
Elle administre l'école élémentaire du Donjon en regroupement pédagogique intercommunal (RPI 124) qui regroupe les communes de Sachin, Marest, Pressy et Bours,.

## Population et société

### Démographie
Les habitants sont appelés les Percialquois.

#### Évolution démographique
L'évolution du nombre d'habitants est connue à travers les recensements de la population effectués dans la commune depuis 1793. Pour les communes de moins de 10 000 habitants, une enquête de recensement portant sur toute la population est réalisée tous les cinq ans, les populations de référence des années intermédiaires étant quant à elles estimées par interpolation ou extrapolation. Pour la commune, le premier recensement exhaustif entrant dans le cadre du nouveau dispositif a été réalisé en 2006.

En 2022, la commune comptait 299 habitants, en évolution de −5,08 % par rapport à 2016 (Pas-de-Calais : −0,72 %, France hors Mayotte : +2,11 %).
| 1793 | 1800 | 1806 | 1821 | 1831 | 1836 | 1841 | 1846 | 1851 |
| ---- | ---- | ---- | ---- | ---- | ---- | ---- | ---- | ---- |
| 146  | 208  | 155  | 180  | 192  | 215  | 222  | 240  | 259  |

| 1856 | 1861 | 1866 | 1872 | 1876 | 1881 | 1886 | 1891 | 1896 |
| ---- | ---- | ---- | ---- | ---- | ---- | ---- | ---- | ---- |
| 260  | 253  | 264  | 265  | 282  | 321  | 337  | 353  | 364  |

| 1901 | 1906 | 1911 | 1921 | 1926 | 1931 | 1936 | 1946 | 1954 |
| ---- | ---- | ---- | ---- | ---- | ---- | ---- | ---- | ---- |
| 346  | 366  | 359  | 396  | 377  | 333  | 299  | 302  | 362  |

| 1962 | 1968 | 1975 | 1982 | 1990 | 1999 | 2006 | 2011 | 2016 |
| ---- | ---- | ---- | ---- | ---- | ---- | ---- | ---- | ---- |
| 349  | 328  | 317  | 329  | 313  | 284  | 276  | 295  | 315  |

| 2021 | 2022 | - | - | - | - | - | - | - |
| ---- | ---- | - | - | - | - | - | - | - |
| 304  | 299  | - | - | - | - | - | - | - |

#### Pyramide des âges
La population de la commune est relativement jeune.
En 2018, le taux de personnes d'un âge inférieur à 30 ans s'élève à 36,7 %, ce qui est égal à la moyenne départementale (36,7 %). À l'inverse, le taux de personnes d'âge supérieur à 60 ans est de 31,3 % la même année, alors qu'il est de 24,9 % au niveau départemental.
En 2018, la commune comptait 164 hommes pour 153 femmes, soit un taux de 51,74 % d'hommes, largement supérieur au taux départemental (48,50 %).
Les pyramides des âges de la commune et du département s'établissent comme suit.
| Hommes | Classe d’âge | Femmes |
| ------ | ------------ | ------ |
| 0,0    | 90 ou +      | 2,6    |
| 4,9    | 75-89 ans    | 7,9    |
| 22,8   | 60-74 ans    | 24,4   |
| 13,5   | 45-59 ans    | 13,8   |
| 17,8   | 30-44 ans    | 19,0   |
| 19,0   | 15-29 ans    | 17,1   |
| 22,0   | 0-14 ans     | 15,0   |

| Hommes | Classe d’âge | Femmes |
| ------ | ------------ | ------ |
| 0,5    | 90 ou +      | 1,6    |
| 5,6    | 75-89 ans    | 8,9    |
| 16,7   | 60-74 ans    | 18,1   |
| 20,2   | 45-59 ans    | 19,2   |
| 18,9   | 30-44 ans    | 18,1   |
| 18,2   | 15-29 ans    | 16,2   |
| 19,9   | 0-14 ans     | 17,9   |

## Économie

### Revenus de la population et fiscalité
En 2021, selon l'Institut national de la statistique et des études économiques (Insee), le revenu fiscal médian par ménage de la commune est de 22 990 €, de 20 720 € au niveau du département du Pas-de-Calais et de 23 080 € au niveau de la métropole,,.

### Emploi
|                       | 2010   | 2015   | 2021   |
| --------------------- | ------ | ------ | ------ |
| Commune               | 13,6 % | 16,7 % | 9,4 %  |
| Département           | 15,4 % | 17,7 % | 14,7 % |
| France métropolitaine | 11,6 % | 13,7 % | 11,7 % |

En 2021, la population âgée de 15 à 64 ans s'élève à 175 personnes, parmi lesquelles on compte 75,0 % d'actifs (67,9 % ayant un emploi et 7,0 % de chômeurs) et 25,0 % d'inactifs,. En 2021, le taux de chômage communal (au sens du recensement) des 15-64 ans est inférieur à celui de la France métropolitaine.
La commune fait partie de la couronne de l'aire d'attraction d'Auchel - Lillers, du fait qu'au moins 15 % des actifs travaillent dans le pôle,. Elle compte 23 emplois en 2021, contre 21 en 2015 et 28 en 2010. Le nombre d'actifs ayant un emploi résidant dans la commune est de 120, soit un indicateur de concentration d'emploi de 19,4 % et un taux d'activité parmi les 15 ans ou plus de 51,8 %.
Sur ces 120 actifs de 15 ans ou plus ayant un emploi, 11 travaillent dans la commune, soit 9 % des habitants. Pour se rendre au travail, 93,2 % des habitants utilisent une voiture, un camion ou une fourgonnette, 0,9 % les transports en commun, 2,5 % s'y rendent en deux-roues, à vélo ou à pied et 3,4 % n'ont pas besoin de transport (travail au domicile).

### Entreprises et commerces
Le village compte trois exploitations agricoles en 2016, ainsi que des artisans (Pernes Chauffage, Garage Beugin), JMB Attractions (locations de structures gonflables aux particuliers et aux collectivités) et le Groupe Carré (spécialisé en produits phytosanitaires, agricoles et achats de céréales).

## Culture locale et patrimoine

### Lieux et monuments

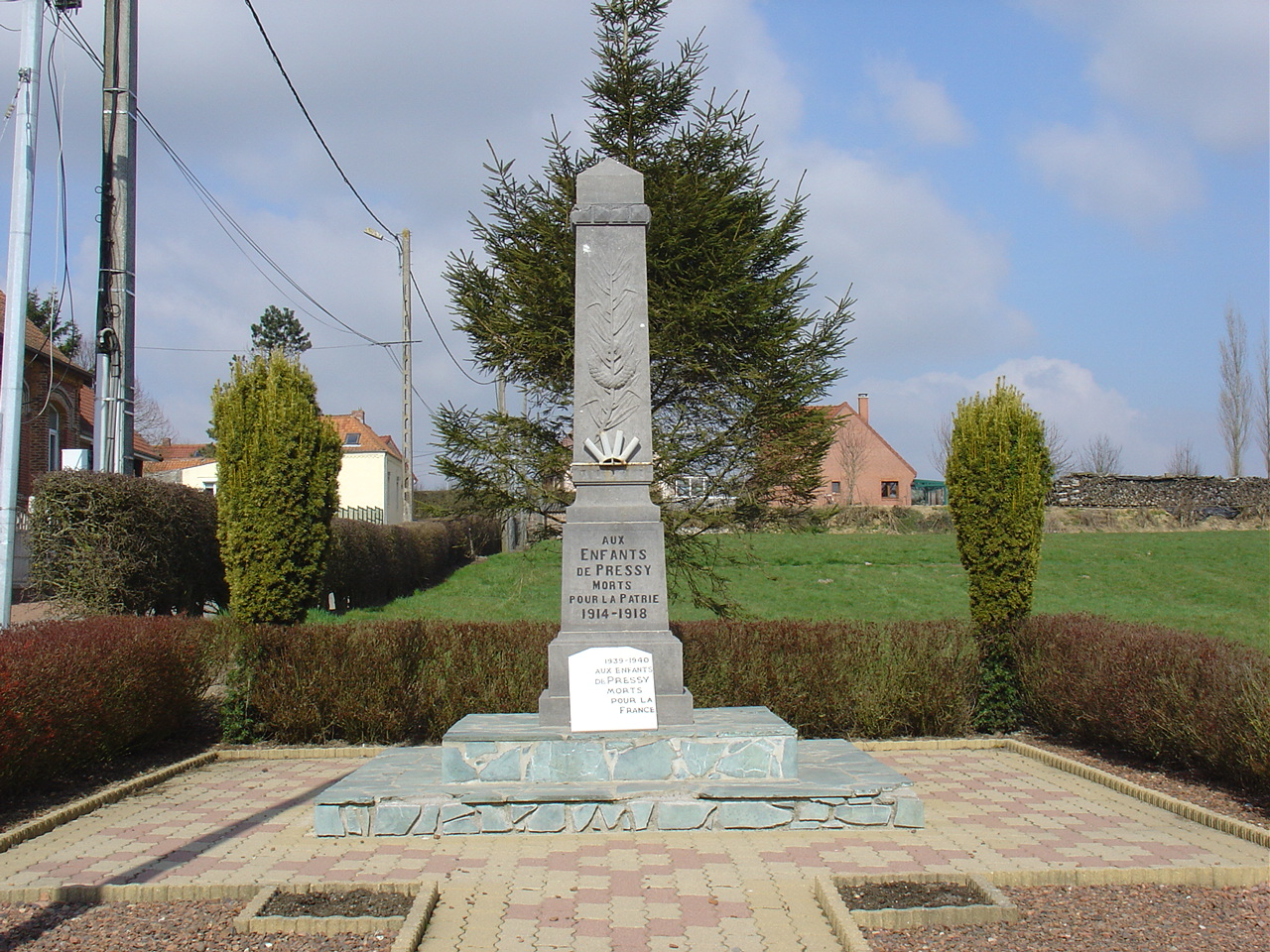
Le monument aux morts.

- L'église Saint-Martin, datée de 1863, qui fait l'objet en 2016 d'un programme de travaux qui a concerné  la cloche, le porche et la façade[38].
- Le monument aux morts[44].

### Héraldique
| Blason de Pressy | Blason  | Écartelé : aux 1er et 4e de sinople à la bande d'argent chargée de trois mouches en vol de sable, aux 2e et 3e d'argent au léopard de sinople armé et lampassé de gueules. |
| Blason de Pressy | Détails | Le statut officiel du blason reste à déterminer. |

## Pour approfondir

#### Bases de données, dictionnaires et encyclopédies
- Ressources relatives à la géographie :   - Insee (communes)
  - Ldh/EHESS/Cassini
- Ressource relative à plusieurs domaines :   - Annuaire du service public français
- Notices d'autorité :   - BnF (données)